# المنذر بن سعيد البلوطي
أبو الحكم المنذر بن سعيد البلوطي (273 هـ / 877م - 355 هـ / 966م)، قاض وشاعر وخطيب أندلسي، عاصر عهد الدولة الأموية في الأندلس، له كتب مؤلفة في القرآن والسنة والرد على أهل الأهواء والبدع. ولاه الخليفة عبد الرحمن الناصر لدين الله على الصلاة والخطابة في المسجد الجامع في الزهراء، ثم ولاه قضاء الجماعة في قرطبة بعد وفاة القاضي محمد بن عيسى. وأقره على ذلك الخليفة الحكم المستنصر بالله من بعد أبيه. نسبته إلى "فحص البلوط" بقرب قرطبة، ويقال له الكزني نسبة إلى فخذ من البربر يسمى كزنة.

## حياته
ولد المنذر بن سعيد بن عبد الله بن عبد الرحمن بن قاسم البلوطي في عام 273 هـ في قرطبة في عهد الأمير المنذر بن محمد، لأسرة من البربر من فخذ يدعى كزنة، وتأتي نسبته إلى مدينة فحص البلوط.
سمع بالأندلس من عبيد الله بن يحيى بن يحيى، ثم رحل إلى الحج عام 308هـ، وسمع بالمشرق من محمد بن المنذر النيسابوري، وروى عن أبي جعفر أحمد بن محمد بن النحاس. من كتبه «أحكام القرآن» و«الناسخ والمنسوخ» و«الإبانة عن حقائق أصول الديانة» و«الإنباه على استنباط الأحكام من كتاب الله». تولى قضاء ماردة، وفي عام 330هـ، رحل إلى طرطوشة ليتولى قضاء الثغور الشرقية، ثم تولى قضاء قرطبة في ربيع الآخر 339هـ. وتوفي المنذر في ذي القعدة 355هـ. وصلى عليه ابنه عبد الملك.

## نهجه في قضائه
كان المنذر بن سعيد البلوطي شديد الصلابة في أحكامه وأقضيته، ورغم كونه كان يؤثر المذهب الظاهري، إلا أنه كان يقضي بمذهب مالك السائد حينئذ في الأندلس.
كما كان لا يتورع عن نقد الحكام، فيروى أنه نقد الخليفة عبد الرحمن الناصر لدين الله نقدًا لاذعًا مبطّنًا من على المنبر في خطبة الجمعة بسبب إسرافه في الإنفاق على بناء مدينة الزهراء، فتأذى من ذلك النقد عبد الرحمن حيث أسر لابنه الحكم قائلاً: «والله لقد تعمدني منذر بخطبته، وما عني بها غيري، فأسرف علىّ وأفرط في تقريعي وتفزيعي، ولم يحسن السياسة في وعظي، فزعزع قلبي وكاد بعصاه يقرعني». وقد أقسم أن لن يصلي خلفه صلاة الجمعة بعدئذ، ولم يلجأ إلى عقاب القاضي أو مسه بأي ضرر، بعد أن قال له ولده الحكم: «وما لذي يمنعك والإستبدال به؟»، زجره ونهره قائلاً له: «أمثل المنذر بن سعيد في فضله وخيره وعلمه؟ لا أم لك. يعزل لإرضاء نفس ناكبة عن الرشد سالكة غير القصد، وهذا ما لا يكون. وإني لأستحي من الله ألا أجعل بيني وبينه في صلاة الجمعة شفيعًا مثل المنذر في ورعه وصدقه، ولكنه أحرجني، فأقسمت وودت أن أجد سبيلاً إلى كفارة يميني بملكي، بل يصلي بالناس حياته وحياتنا إن شاء الله، فما أظننا نعتاض منه أبدا.»